# Gertrude Simmons Bonnin
Zitkala-Sa, també coneguda amb el nom que li van donar els missioners Gertrude Simmons Bonnin (reserva Yankton, Dakota del Sud, 1876 - Washington DC, 1938) fou una escriptora estatunidenca de mare índia d'ètnia sioux i pare blanc. Va estudiar a l'escola per a indis de Carlisle i començà a publicar en anglès Old Indian Legends (1901) on denuncià les falses percepcions sobre els indis, i es va fer amiga del yavapai Carlos Montezuma. El 1916 publicà "The Indian's Awakening" a American Indian magazine. El 1916 fou nomenada secretària de la Society of American Indians però el 1920 trencà amb ells per discussions de lideratge. També s'oposà a la influència de la Native American Church entre els sioux.